# حي الحرية (بغداد)
الحرية حي سكني في قضاء الكاظمية في شمال غرب العاصمة بغداد، مساحته 9.8 كيلمتر، وعدد سكانه 246978 ساكناً في سنة 2019، موقعها استراتيجي لإنه يؤدي إلى الكثير من المناطق مثل الكاظمية والشعلة وحي العدل وحي السلام (الطوبجي) وجكوك ويكون بمحاذاتها الطريق الدولي السريع الذي يؤدي إلى الكثير من محافظات الغربية العراقية شمالاً وجنوباً، وتعد من المناطق المختلطة مذهبياً. وخرج منها الكثير من الفنانين وتقع في جانب الكرخ منها. ويوجد فيها سوق ويسمى بسوق الثانية نسبة إلى الحرية الثانية.
وتقسم الحرية إلى عدة أجزاء، ويوجد في الحرية الثانية شارع رئيسي معروف في الحرية الثانية وهو شارع المدارس ومن أهم هذه المدارس ثانوية الجوادين ومتوسطة العدالة ومتوسطه الفرقدين ومدرسه الشهيد.

## تقسيم الحي
- الحرية الأولى.
- الحرية الثانية.
- الحرية الثالثة.
- الدولعي.
- الدباش.
- ربيع.
- حي المعلمين.
- البستان.
- حي السلام.
- الجمعيات
- دور نواب الضباط.
- دور الشؤون يسكنها فلسطينيون فيها مستوصف صحي كبير.
- الجديدة
- المختار

وتشتهر مدينة الحرية بكثرة المثقفين الذين عاشوا فيها من أدباء وفنانين وأساتذة. من الفنانين الذين عاشوا فيها المطرب كاظم الساهر والمطربان فاضل عواد وسعدون جابر والممثلان مقداد عبد الرضا وجلال كامل والممثلة سهير اياد وعازف الكمان الشعبي الشهير فالح حسن وكذلك حارس المرمى أحمد علي والعديد من اللاعبين. ومن أهم المناطق الذي يجتمع فيها الشباب والمثقفون والأكثر شعبية هو شارع الحرية الأولى الذي يشتهر بالمكاتب ومطاعم والاكلات الشعبية ومحلات الملابس، ولها عدة مداخل منها مدخل دور نواب الضباط ومدخل الحرية الثالثة ومدخل الدولعي.

## قرار تحويلها إلى ناحية
بعد موافقة الأمانة العامة لمجلس الوزراء على مقترح يقضي بتحويلها إلى ناحية ومخاطبة وزارة التخطيط العراقية لتنفيذ ذلك، تحولت مدينة الحرية من منطقة تابعة إلى ناحية الشعلة إدارياً وفنياً، تحولت إلى ناحية مستقلة تابعة إلى قائمقامية قضاء سما الكاظمية بالعاصمة بغداد، وتكليف «محمد جعفر نصيف» بمهام مدير للناحية بالوكالة بموجب الامر الديواني المرقم 162 في 7 تموز 2022 والصادر من محافظة بغداد. كما وتقرر أن يكون رمزالناحية الجديد هو 32132.